# Regney
Regney is een gemeente in het Franse departement Vosges (regio Grand Est) en telt 94 inwoners (2009). De plaats maakt deel uit van het arrondissement Épinal.

## Geografie
De oppervlakte van Regney bedraagt 3,9 km², de bevolkingsdichtheid is dus 24,1 inwoners per km².
De onderstaande kaart toont de ligging van Regney met de belangrijkste infrastructuur en aangrenzende gemeenten.

## Demografie
Onderstaande figuur toont het verloop van het inwonertal (bron: INSEE-tellingen).